# Protectorat de Rhodèsia

Localització de la Rhodèsia del Sud.

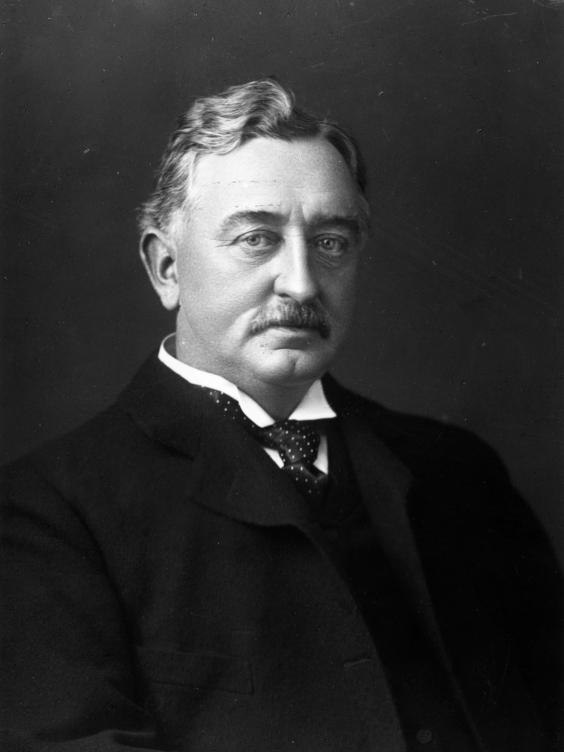
Cecil Rhodes, fundador de Rhodèsia.

La història de la Rhodèsia sota protectorat correspon al període durant el qual el Zimbàbue actual (llavors anomeneat Rhodèsia del Sud) era un protectorat britànic de 1895 fins a la independència del país l'any 1980.
Les primeres incursions portugueses al segle XVIe a l'Àfrica austral no van aconseguir l'establiment de zones de població europeu. Fins als descobriments de l'explorador britànic David Livingstone de les cascades Victòria l'any 1855 i a continuació amb les exploracions de Frederick Courtney Selous els anys 1870 que els Britànics començaren a interessar-se a aquesta part amagada de l'Àfrica. La Rhodèsia deu el seu nom i la seva existència política i geogràfica a l'ambiciós home de negocis britànic Cecil Rhodes.

## Matabelelàndia

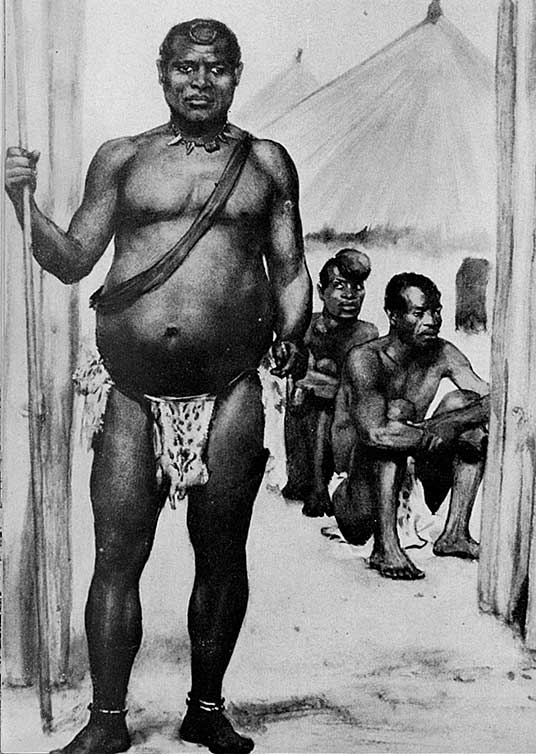
El rei Lobengula ; dibuix pòstum basat en un gravat contemporeni.

Durant els anys 1810, un regne zulu centralitzat s'havia establert en la regió actual del KwaZulu-Natal a Sud-àfrica pel rei-guerrer Shaka. El 1823, l'un dels seus principals generals, Mzilikazi, caigut en desgràcia va fugir del regne pel nord-oest i s'hi havia instal·lat en la regió del Transvaal formant llavors un nou regne dels Ndébélés o Matabeles. En aquest període de caos i d'afrontaments anomenat Mfecane (« l'enfonsament»), els matabeles esdevingueren ràpidament la tribu dominant de la regió. El 1836, negociaren un tractat de pau amb Benjamin d'Urban, el governador britànic de la colònia del Cap però el mateix any, els voortrekkers bòers van arribar al territori durant el seu Gran Trek per fugir el domini britànic. Aquesta arribada va suposar el final del domini de Mzilikazi sobre el Transvaal i els matabeles foren obligats a emprendre una nova migració cap al nord l'any 1838. S'instal·laren al sud-oest de la conca del Zambeze i del Limpopo, en el que és des de llavors és anomenat Matabelàndia.

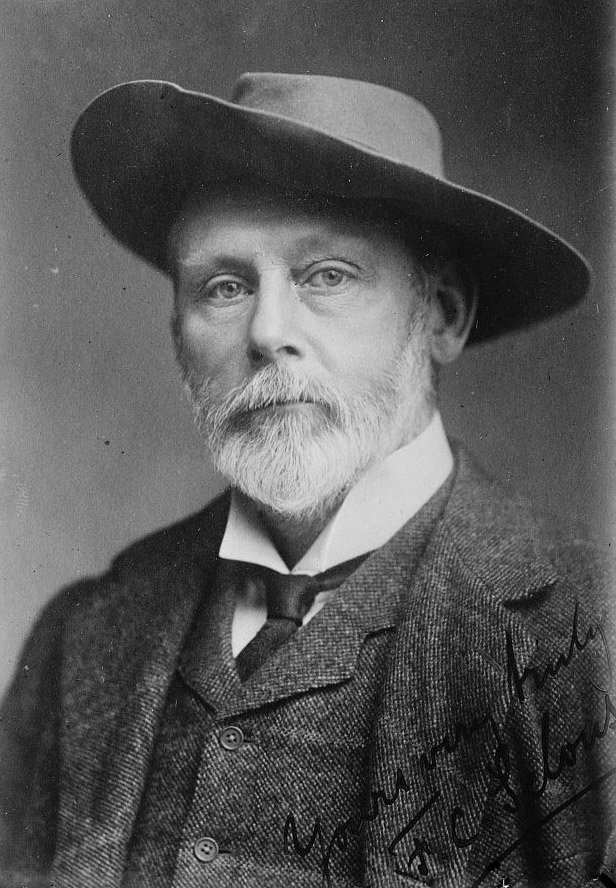
Frederick Courtney Selous, caçador i explorador.

En aquest regne matabele de forta tradició militarista heretada de la cultura zulu, els homes seguien una educació espartana destinada a produir guerrers disciplinats. La institució militar dictava àmpliament la repartició de les responsabilitats administratives. El inkosi (rei) nomenava diversos izindunas (o indunas) encarregats dels afers militars i civils. Com els zulus, el grup de guerrers foren anomenats impi. Els xones, que ocupaven el nord-és de la Zambèsia des de segles abans l'arribada dels matabeles, eren més nombrosos però eren inferiors en l'aspecte militar i van quedar sotmesos als matabeles.
El 1853, dos tractats foren signats per Mzilikazi amb els bòers del Transvaal representats per Hendrik Potgieter i Andries Pretorius per posar final als freqüents afrontaments entre les dues comunitats. Després de la mort de Mzilikazi el 1868, el seu fill Lobengula va pujar al tron després d'una breu guerra de successió i va dirigir el seu regne des del seu kraal reial de Bulawayo. Obert a les empreses occidentals en el seu país, Lobengula adopta l'estil vestimentari occidental i concedeix concessions mineres i drets de caça als visitants blancs com Frederick Courtney Selous a canvi de diners, d'armes i de municions. Del fet de l'analfabetisme del rei, aquests documents els havien redactat anglesos i holandesos blancs que s'havien instal·lat en el seu kraal. Lobengula feia traduir i transcriure les seves paraules per un dels blancs i el text era traduït en sindebele per un altre. Quan el rei estava satisfet amb els termes del tractat, ho signava, hi posava el segell reial i el feia signar a continuació per diversos testimonis blancs dels quals almenys un redactava una aprovació de la proclamació.
Per raons desconegudes, l'actitud de Lobengula cap als estrangers va canviar completament al final dels anys 1870. Abandonà la seva roba occidental en favor de les vestimentes tradicionals amb pells de bèsties, deixa de sostenir les empreses comercials occidentals i comença a limitar els desplaçaments dels blancs en el seu país. A continuació de rumors segons els quals els territoris molt rics es trobarien al nord del Limpopo, els miners blancs començaren a anar a Matabelàndia per demanar a Lobengula de concedir-los concessions així com al Maxonalàndia. Fora de la concessió Tati la longitud de la frontera amb Betxuanalàndia, aquestes demandes no van aconseguir res o gairebé res.

### Concessió Rudd

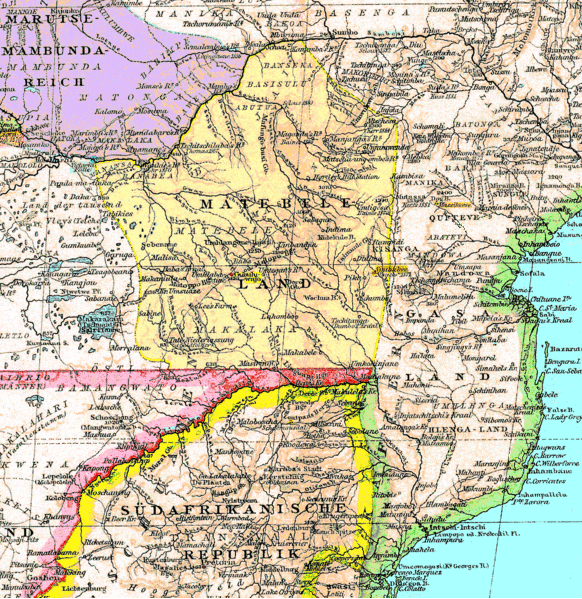
Mapa del Matabeleland l'any 1887.

En els anys 1880, la personalitat política i econòmica més influente d'Àfrica austral fou Cecil Rhodes. Aquest fill de pastor que havia abandonat Anglaterra per raons de salu, havia fet fortuna a Sud-àfrica després d'haver comprat les concessions mineres de Kimberley. Havia adquirit un domini quasi complet sobre el comerç mundial dels diamants amb l'ajuda d'associats com Charles Rudd, Alfred Beit i havia obtingut el suport financer de Nathan M. Rothschild. Elegit al parlament del Cap l'any 1881, Rhodes considerava l'annexió de territoris permetent de connectar el conjunt de les possessions africanes de l'Imperi britànic i de crear una connexió ferroviària des del Caire al nord al Cap al sud. Aquesta ambició tanmateix estava directament obstaculitzada per la presència de les repúbliques bòers i de les possessions matabeles al nord d'aquestes. El fet que la conca del Limpopo-Zambeze no hagués estat atribuït a una concreta esfera d'influència en el moment de la conferència de Berlín de 1884-1885 complicava encara més la situació. Els bòers, els alemanys i els portuguesos van manifestar llavors tots del seu interès per la regió, el que va irritar a Rhodes però igualment a Lobengula.
El 1887, des de la colònia del Cap, Rhodes comença a fer campanya per l'annexió del Matabelàndia i Maxonalàndia al Regne Unit fent pressió sobre diversos alts responsables colonials entre els quals l'alt comissari de Sud-àfrica, Hercules Robinson i Sidney Shippard, l'administrador britànic del territori del Betxuanaland. Foren no obstant els Bòers de la República sud-africana del Transvaal (ZAR) que foren els primers a obtenir èxits diplomàtics amb Lobengula. Enviat del president Paul Kruger, Pieter Grobler va signar un tractat de  . entre Matabelàndia i la república del Transvaal el juliol de 1887. En aplicació d'aquest tractat, dos representants de Lobengula van ser enviats a Pretoria per trobar-hi el president Kruger que en contraprestació havia d'enviar un cònsol a Matabelàndia. Alertat per aquest acostament diplomàtic que contrariava el expansionisme britànic, Cecil Rhodes va despatxar des de novembre 1887, a la cort de Lobengula, els seus propis representants amb la finalitat de desacreditar als bòers donant una lectura tendenciosa i errònia del tractat de pau signat per l'analfabet Lobengula. Entre aquests representants es trobava John Smith Moffat, un missioner que acabava de ser nomenat comissari adjunt de Betxuanalàndia. La seva missió era de convèncer el rei de ser més favorable als interessos britànics i d'oposar-se als boers. Malgrat la seva proximitat amb Moffat, Lobengula no el considera pas fora de tota sospita i vacil·la. Les negociacions de Moffat i les seves temptatives per persuadir el rei i els seus consellers que els bòers els enganyaven foren llargues i difícils de la mateixa manera que fou difícil fer-los admetre que les proposicions britàniques els eren més favorables. Durant les seves negociacions, Moffat avança que un tractat amb els Britànics renovaria l'acord signat per d'Urban i Mzilikazi en 1836.

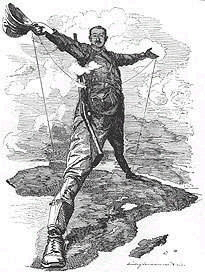
Àfrica del Cap al Caire, segons Cecil Rhodes.

L'11 de febrer de 1888, Lobengula accepta finalment l'acord britànic i fixa el seu segell en el tractat. El document proclama que els matabeles i els britànics estan en pau, que Lobengula negocia exclusivament amb els britànics i que el rei no vendrà o no cedirà cap part del Matabeleland o del Maxonaland. El document és tanmateix unilateral com comprova el govern de Whitehall i ningú dels izindunas no l'ha signat. El primer ministre Lord Salisbury conclou que el tractat Moffat reemplaça el de Grobler perquè aquest seria ultra vires i sense valor jurídic.
El març de 1888, Rhodes forma l'empresa De Beers Consolidated Mines controlant 90% de la producció mundial de diamants i anuncia que utilitzaria la companyia per  . ». A aquesta finalitat, s'assegura que l'acte de fidúcia de l'empresa autoritza activitats molt allunyades de l'extracció minera com la construcció de vies ferroviàries, les activitats bancàries, la capacitat d'annexar i la d'administrar territoris i a disposar de forces armades. La seva societat es troba llavors amb poders similars a aquells de la Companyia Anglesa de les Índies Orientals antigament. Gràcies a De Beers i a Gold Fields of South Africa, la societat d'extracció aurífera que ha creat amb Charles Rudd, Rhodes té els mitjans financers de fer del seu somni d'un imperi africà una realitat. Té tanmateix encara necessitat d'una carta reial perquè pugui administrar territoris en nom del Regne Unit via una companyia amb carte i a aquesta finalitat, va haver de presentar a Whitehall una concessió, signada per un sobirà local, que li concedia drets de prospecció exclusius en els territoris que espera annexar. Rhodes i Beit van designar Charles Rudd per portar el grup dels negociadors britànics format per 9 persones entre els quals un traductor i un advocat.

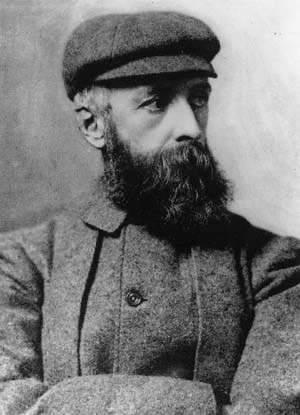
Charles Rudd.

Nomenat cònsol a la cort de Lobengula l'abril de 1888 per Kruger, Pieter Grobler va presentar les seves cartes credencials a Lobengula el juliol de 1888. En el camí del retorn a Pretoria on va buscar la seva esposa, Grobler va caure en una embuscada i va morir en la riba britànica del riu Limpopo, per un grup de guerrers ngwatos del cap Khama III.
Arribat al Kraal de Lobengula el 21 de setembre de 1888, Charles Rudd i els seus acòlits van començar a negociar un nou acord amb la finalitat d'obtenir la carta reial, oferint 100 £ (aproximadament 66.100 £ de 2012) al rei[22]. Els negociadors avançaren a prop del rei que, al contrari dels bòers, les seves intencions eren simplement d'extreure or de la conca del Limpopo-Zambeze i no d'ocupar terres. Moffat, que era també a Bulawayo, fou de vegades sol·licitat pel rei per obtenir consells el que va permetre al missioner de presentar i defensar subtilment les demandes de Rudd. Les negociacions no obstant es van allargar. Després de les seves discussions amb Rudd, Lobengula va convocar un indaba (« conferència ») de més de 100 izindunas per exposar els termes del tractat i conèixer la seva opinió. La majoria dels caps tribals més joves caps es va mostrar oposada a tota concessió de concessions mentre que el rei i molts dels caps més gran en edat eren favorables a la proposició de Rudd sobretot perquè el monopoli miner que es posaria en marxa posaria un final a les incessants demandes de la part de prospectors independents. Per nombrosos membres del Indaba, la qüestió la més urgent era la seguretat de Matabelàndia. Per Lobengula, els boers eren adversaris més temibles que els Britànics, els quals estaven aparentment més interessats pel comerç i la prospecció minera que per la terra. Es va concloure acceptar la proposició de Rudd, que Matabelàndia conservaria les seves terres i seria protegida d'incursions bòers pels britànics. El rei rebria 1.000 fusells Martini-Henry amb càrrega per la culata, 100.000 cartutxos, un vaixell de vapor sobre el Zambeze (o 500 £) i una pensió vitalicia de 100 £ per mes (aproximadament 66.100 £ de 2012). La proposició de Rudd augmentava doncs considerablement el seu arsenal i li permetria no només de millor defensar-se en el cas d'una guerra contra la república del Transvaal sinó també permetria de guardar el control sobre les diferents faccions del seu regne. En el moment de les últimes negociacions al kraal reial, Rudd va esmentar que volia drets miners sobre el conjunt del país, és-a-dir igual que a Maxonalàndia fins al Zambeze, cosa que va provocar una certa confusió al si del indaba en què els membres semblen llavors no pas saber on es troben aquestes regions.
El 13 d'octubre de 13, Lobengula «concedeix» als comanditaris de Rudd dels drets miners sobre els territoris del Matabeleland, al sud del riu Zambèze. Rubrica llavors l'annexió del seu regne (195.000 km²) però també el de Maxonalàndia sobre el qual no regna plenament. Per Rhodes, aquesta concessió és « tan gegantesca, que és com donar tota l'Austràlia a un home ». . Decideix tanmateix que la clàusula en relació amb el lliurament de 1000 fusells Martini-Henry no fos pas feta pública, almenys fins que les armes seguissin a Betxuanalàndia, amb la finalitat de no despertar les sospites i les aprehensions dels boers. És doncs una versió edulcorada la que es va publicar el 24 de novembre de 1888 en els periòdics Cape Times i Cape Argus. Dos dies més tard el Cape Times imprimia una declaració de Lobengula mencionant a l'atenció de tot eventual prospector que « tots els drets miners a Matabelàndia i Maxonalàndia i els territoris veïns del rei matabele ja havien estat atribuïts ».
El rei comença tanmateix ràpidament a rebre informes que li indicaven que havia estat enganyat i havia  . ». A Bulawayo mateix, el rumor afirmava que Lobengula havia concedit drets i béns més importants que els que pensava, posant en judici la capacitat del rei. Els rumors de cop d'Estat circularen igualment. Horroritzat, Lobengula va intentar reforçar la seva posició designant un responsable entre els seus consellers[. Lotshe, que havia sostingut l'atorgament de la concessió, fou així condemnat a mort per engany i executat així com la seva família ampliada als seus partidaris, o sigui més de 300 homes, dones i nens. Inquiet no obstant per la idea d'un greu error, Lobengula va decidir de suspendre la concessió el temps de fer una enquesta. Va fer publicar la seva decisió en el Bechuanaland News and Malmani Chronicle el 2 de febrer de 1889. Diversos prospectors i altres oponents blancs a la concessió avançaren prop del consell del Rei que la concessió Rudd concedia als beneficiaris tots els drets miners, totes les terres i tots els recursos en boscos aigua de la conca fluvial, el que era equivalent a la compra de tot el país. Un Mfengu del Cap, coneixedor dels camps diamantífers de Kimberley subratllava que les operacions d'extracció necessitaven milers d'homes i no el grapat que Lobengula imaginava, afegint que cavar el sòl equivalia a prendre'n el control. Lobengula va enviar finalment una delegació a Anglaterra, proveïda d'una carta i d'un missatge oral, amb destinació de la reina Victòria.

La Bandera de la British South Africa Company

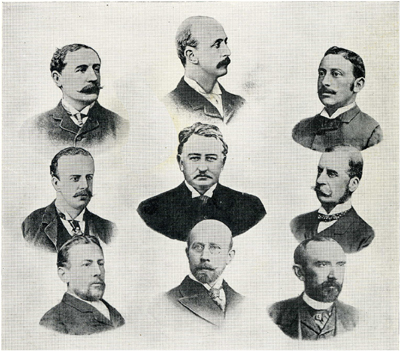
El primer comitè director de la British South Africa Company amb d'esquerra a dreta i d'alt a baix :1a fila: Horaci Farquhar, Albert Grey i Alfred Beit 2a fila: el comte de Fife, Cecil Rhodes i el duc d'Abercorn
3a fila: Lord Gifford, Herbert Canning i George Cawston

Arribada a Londres en març 1889, la delegació fou rebuda per la Reina, que queda en reragiarda i garanteix la bona voluntat britànica. La delegació participà igualment a diverses recepcions organitzades en el seu honor sobretot aquella de la Societat de protecció dels Aborígens que havia enviat una carta a Lobengula per aconsellar-li ser «desconfiat i rebutjar tota proposició que no aportaria beneficis » al poble matabele. Aquestes societats humanitàries, però també dels homes d'afers londoniens apartats per la signatura de la concessió Rudd de tota possibilitat d'explorar i d'explotar Matabellàndia, es queixaren all Colonial Office, argumentant l'ambigüitat dels termes del document signat per Lobengula. Rhodes passa llavors diversos mesos de la primavera 1889 a reunir suports a la seva causa en el West End, de la Ciutat de Londres però també en les propietats rurals de la aristocracia terratnent. Arriba així a reunir personalitats influentes com Harry Johnston, a beneficiar del suport de Lord Salisbury i a rebre elogis de la premsa britànica per la creació d'una companyia amb carta en el centre-est de l'Àfrica. L'arribada a Londres el juny 1889 d'una carta de Lobengula, desautoritzant finalment la concession Rudd retarda el procés de concessió de la carte. Al final del mes de juny 1889, l'escàndol causat per aquesta carta, de la qual l'autenticitat ha estat posada en causa, pesa tanmateix poc de cara als temors del govern britànic envers l'expansionnisme portuguès i alemany a Àfrica.
El 29 d'octubre de 29, prop d'un any dia a dia després de la signatura de la concession Rudd, la companyia de Rhodes, la British South Africa Company (BSAC o « Companyia britànica de Sud-àfrica»), rep oficialment, de la reina Victòria, la carta reial garantint la legitimitat de la concession per la Corona britànica, el que la ret pràcticament inatacable.[19]. La carta, concedida per una durada de 25 anys, dona a la BSAC l'autorització d'explotar la concession i li atribueix tots els poders similars a aquells de les companyies d'Àfrica de l'Est, del Niger i de Borneo del Nord. La idea és també d'apaivagar els boers confiant la gestió dels territoris de la conca del Limpopo-Zambèze a una companyia amb carta i no a una administració de la Corona britànica. La carta defineix la zona d'operacions de la BSAC de manera extremadament vaga : té el dret d'operar al nord de Betxuanalàndia i del Transvaal i a l'oest del Moçambic portuguès però els límits septentrional i occidental no són pas indicats. La Companyia és finalment feta responsable del mainteniment de la pau i de l'ordre en els seus territoris i tenia només per això l'autoritat per mantenir forces de policia però també per abolir l'esclavatge, prohibir la venda d'alcohol als autòctons i de protegir les tradicions locals. Cecil Rhodes entén que així es desmarquen les regions reservades als autoctons i aquelles atribuïdes a la extraction i l'explotació.
Rhodes capitalitza la Companyia amb un milió de lliures (aproximadament 630 milions de lliures de 2012) i utilitza les seves altres societats per invertir en la seva nova empresa. De Beers i Gold Fiels inverteixen respectivament 200 000 i 100 000 £ mentre que Rhodes aporta personnellement 45 000 £. Finalment, prop de la meitat del capital de la Companyia fou tingut pels seus principals responsables (Rhodes, Beit, Rudd i els seus associats).

### Arribada de la columna de pioners

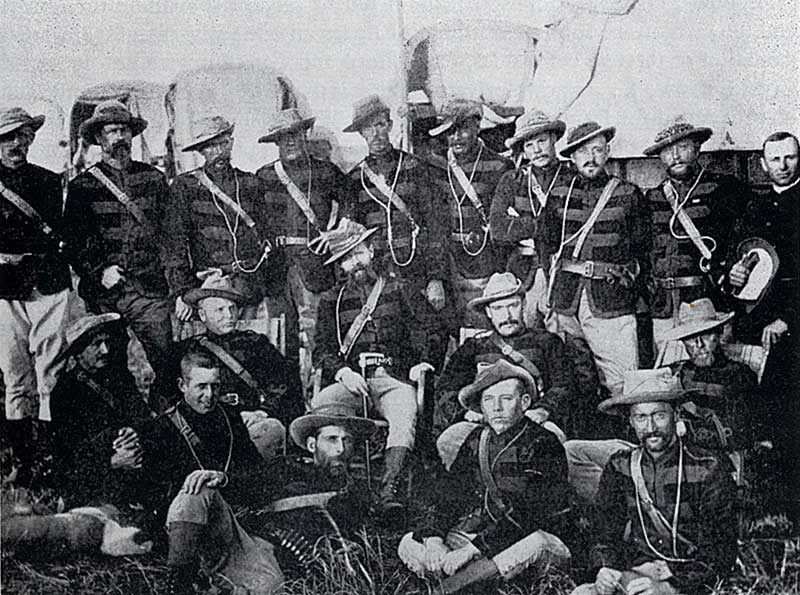
Officials de la Pioneer Column l'any 1890.

Rhodes esdevingué primer ministre de la colònia del Cap el juliol de 1890 gràcies al suport de l'Afrikaner Bond i anuncia que el seu primer objectiu és l'ocupació de la conca del Limpopo-Zambeze. En alguns mesos, la seva Companyia va formar la Pioneer Column (o columna de pioners) composta d'un centenar de voluntaris que té per missió d'ocupar i de començar el desenvolupament de Maxonalàndia.
El 6 de 6 de 6, en nom de l'Imperi britànic, Cecil Rhodes i per la reina Victòria, aquests pioners (eld que veuen cada horitzó com un repte) abandonen Kimberley, en direcció de Matabelàndia, dirigits pel major Frank Johnson i el cèlebre explorador Frederick Courtney Selous, tots sota la supervision de Leander Starr Jameson i escortats per policíes. A cada pioner la BSAC li atribueix 12 km² de terres i 15 drets de prospection en recompensa dels seus serveis. Després d'haver envoltat el centre dels territoris de Lobengula, fundaren Tuli, Fort Victoria (27 de 27 de 1890) i Fort Charter abans d'aturar-se sobre el lloc de la futura capital, Fort Salisbury (nomenat així pel primer ministre, marqués de Salisbiury), el 12 de setembre de 27 on hissaren la bandera del Regne Unit.
L'abril de 1891, Edward Renny-Tailyour, representant l'home d'afers hamburgès Eduard Lippert, un cosí llunyàt de Beit, conclou un acord amb Lobengula que, a canvi del pagament de 1.000 £ i una indemnització anual de 500 £, concedia a Lippert l'exclusivitat dels drets per administrar el comerç, encunyar moneda i establir bancs en el territori de la BSAC. No obstant això, aquesta concession Lippert, del qual l'autenticitat fou posada en dubte per Cecil Rhodes, fou considerada igualment nul·la per l'alt comissari britànic i adoptada en violació dels termes de la carte. Un acord fou finalment trobat entre Rhodes i Lippert del qual l'acte litigiós incluia una concession sobre terres de Maxonalàndia, situades fora del territori gestionat per la BSAC. El novembre de 1891, Lippert obtingué de Lobengula, que creia haver trobat un oponent de Cecil Rhodes, els drets a la terra exclusius per un segle en els territoris controlats per la BSAC hi compresos el permís de fundar granges i ciutats i de recaptar impostos. A continuació, com fou convingut amb Rhodes, Lippert va revendre aquests drets a la BSAC, tot validat jurídicament per l'alt comissari britànic. Els matabélés no es van adonar de l'engany fins al maig de 1892.

## Protectorat de Rhodèsia: Rhodèsia del Sud (1895–1923)

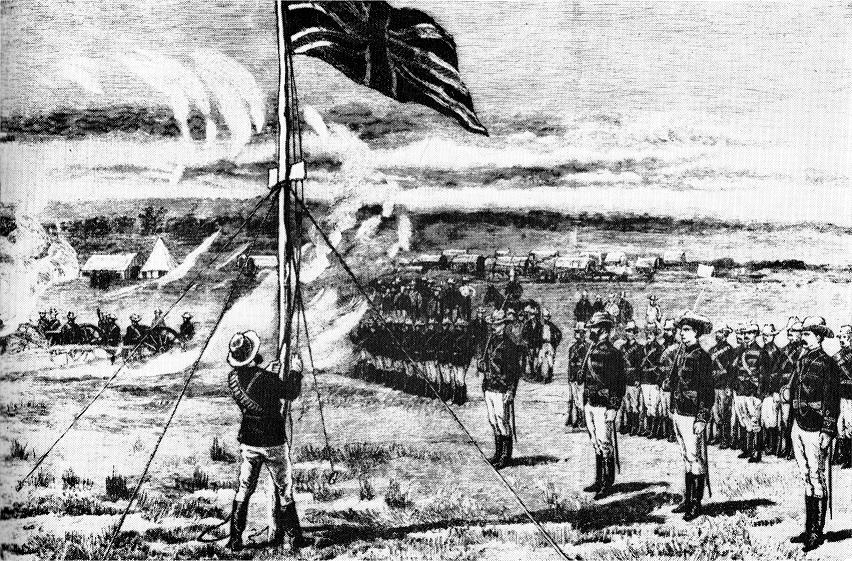
Fundació de Fort Salisbury l'any 1890.

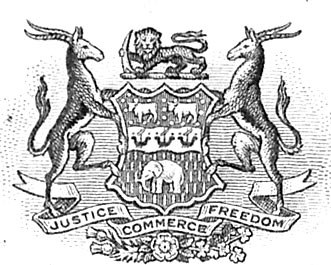
Escut de la BSAC.

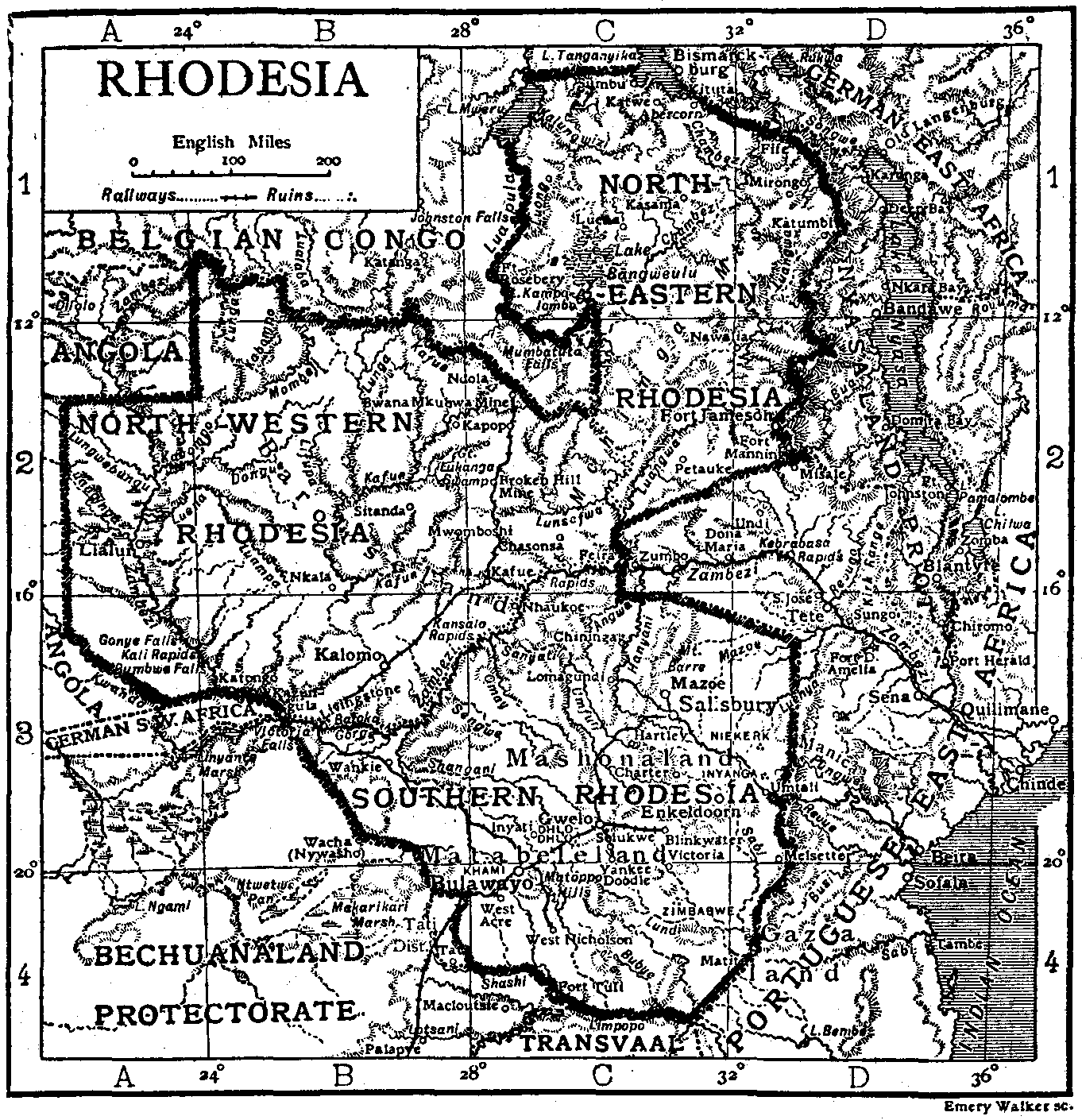
Mapa de Rhodèsia en l'edició de 1911 de la Encyclopædia Britannica.

En alguns mesos de presència, els britànics expulsaren els Portuguesos de l'est del territori i van fundar Umtali. El regne matabélé afeblit coexistí llavors difícilment amb els establiments de la BSAC a Maxonalàndia i al nord del Zambeze. El rei Lobengula estava molest per l'actitud de la BSAC cap a la seva autoritat. Quan els guerrers matabélés massacaren als guerrers maxones prop de Fort Victoria el juliol de 1893, Jameson, l'administrador de la Companyia al Maxonaland, va intentar sense èxit d'aturar les violències en un indaba. El 13 d'agost de 1893, Lobengula va refusar d'acceptar el pagament que se lio devia en els termes de la concessió Rudd. L'endemà, Jameson va signar un acord secret amb els colons de Fort Victòria pel qual els va prometre a cadascun 24 km² de terres agrícoles, 20 títols de prospecció i una part de la ramaderia de Lobengula a canvi de la seva participació en la guerra contra Matabelàndia. Del seu costat, Lobengula va intentar sense èxit d'enviar una missió diplomàtica a Anglaterra.
Després d'alguns escarmuces, la chimurenga o primera guerra matabele va esclatar l'octubre de 1893. Molt ràpidament, gràcies a la seva potència de foc, les tropes de la BSAC progressaren cap a Bulawayo mentre que els matabeles patiren una greu derrota a la batalla del Shangani (25 d'octubre de 1893). El Kraal reial ndébélé de Bulawayo fou incendiat per Lobengula, obligat a abandonar la seva capital, per fugir cap al nord.. Enviada en reconeixement la columna principal del major Patrick Forbes en persecució del monarca, la patrulla Shangani, composta de 34 soldats sortits de la policia muntada de Maxonalàndia i de la policia fronterera del Betxuanaland i dirigida pel major Allan Wilson, va caure en una embuscade preparada per més de 3 000 guerrers matabeles en la tarda del 3 de desembre de 1893. Assetjats, els soldats foren massacrats. El seu destí tragic marca la memòria cultural de l'Imperi britànic i esdevé un esdeveniment fundador de la història nacional de Rhodèsiae del Sud on s'ha considerat com l'equivalent rhodesià del setge de Fort Alamo o de la batalla de Little Big Horn als Estats Units. Els membres de la patrulla, en particular Wilson i el capità Henry Borrow, esdevingueren els primers herois nacionals de Rhodèsia encarnant el coratge de cara a dificultats insuperables. D'altra banda Lobengula va morir de la varola, en la clandestinité, el 22 o el 23 de gener de 1894 mentre que les seves terres van passar a la British South Africa Company : cada blanc rebé així 3 000 morgens, 20 títols aurifers i una part de la ramaderia que havia pertangut a Lobengula. Pel que fa als altres caps tribals matabelés, acceptaren per unanimitat la pau amb la BSAC en el moment d'un indaba celebrat al final del mes de febrer 1894 mentre que Cecil Rhodes decidia de finançar l'educació de tres dels fills de Lobengula
El 1923, comprovant que els beneficis sud-rhodesians estan lluny de correspondre al que s'havia esperat, la British South Africa Company transfereix les Rhodèsies a la Corona britànica. Un govern autònom, dirigit per Charles Coghlan, fou llavors instal·lat a Salisbury i encarregat de la gestió del territori de la Rhodèsia del Sud. La Rhodèsia del Nord i Nyassalàndia, molt menys europeitzats, romangueren sota el control de la Colonial Office.

## Caps magistrats de Zambèsia del Sud
- 23 de gener 1894 - Maig de 1894 Andrew Henry Farrell Duncan (interí)
- Maig 1894 - 9 de setembre de 1894 Leander Starr Jameson

## Administradors del Protectorat de Rhodesia
9 de setembre de 1894 - 28 d'octubre de 1894 Leander Starr Jameson 
- 1894 - 1895 Francis William Rhodes (interí)
- 1 d'abril de 1895 - Juny de 1895 Leander Starr Jameson
- 1895 - 1896 Joseph Vincent (interí)
- 1896 - 1897 Albert Henry George Grey, Earl Grey
- 1897 - 1901 Sir William Henry Milton (interí fins a 1898)

## Administradors del Protectorat de Rhodèsia del Sud
- 1901 - 1914 Sir William Henry Milton
- 2 de novembre de 1914 - 24 de desembre de 1914 Francis James Newton (interí)
- 1914 - 1923 Sir Francis Drummond Percy Chaplin
- 1919 Clarkson Tredgold (al lloc de Chaplin)
- 1920 Ernest Montagu (al lloc de Chapilin)
- 1922 - 1923 Ernest Montagu (al lloc de Chapin)
- 1923 Percy Donald Leslie Flynn (interí)
- 23 de setembre de 1923 - 1 d'octubre de 1923 Vacant
- S'estableix la colònia que rep un governador 1 d'octubre de 1923 Sir John Robert Chancellor